# Autoroute 50 (Québec)
Die Autoroute 50 (A50) befindet sich in der kanadischen Provinz Québec, sie hat eine Länge von 159 km. Die Autoroute beginnt bei Gatineau im Süden der Provinz und endet bei Mirabel, sie bildet daher eine Verbindung der beiden Metropolen Ottawa und Montréal. Die Route ist als Hauptroute (Core Route) Bestandteil des National Highway Systems.

## Verlauf
Die Strecke beginnt im Stadtteil Hull von Gatineau, der Schwesterstadt der kanadischen Hauptstadt Ottawa nördlich des Ottawa Rivers, und führt nach Norden hin, sie dient als Umgehungsstraße um Gatineau. Bis Lachute verläuft die Strecke im Tal des Ottawa Rivers nach Osten. Vorbei an Thurso und Lachute erschließt die Autoroute dann den Flughafen von Montréal, den Aéroport International Montréal-Mirabel. Sie quert dann nordöstlich des Flughafens die Autoroute 15 und endet dann an der Route 117.